# Hoher Kasten
L'Hoher Kasten (1.795 m s.l.m.) è una montagna delle Prealpi Svizzere. Si trova nel Gruppo dell'Alpstein nelle Prealpi di Appenzello e di San Gallo.

## Descrizione
La vetta del montagna è raggiunta da una funivia e sulla cima vi è costruito un ristorante.